# 张全国
张全国（1958年—），汉族，中华人民共和国政治人物、第十一届全国政协委员。
加入中国国民党革命委员会，担任民革中央委员、河南省委副主委、河南农业大学机电工程学院院长。2008年，当选第十一届全国政协委员，代表中国国民党革命委员会，分入第四组。